# Casco de Leiro

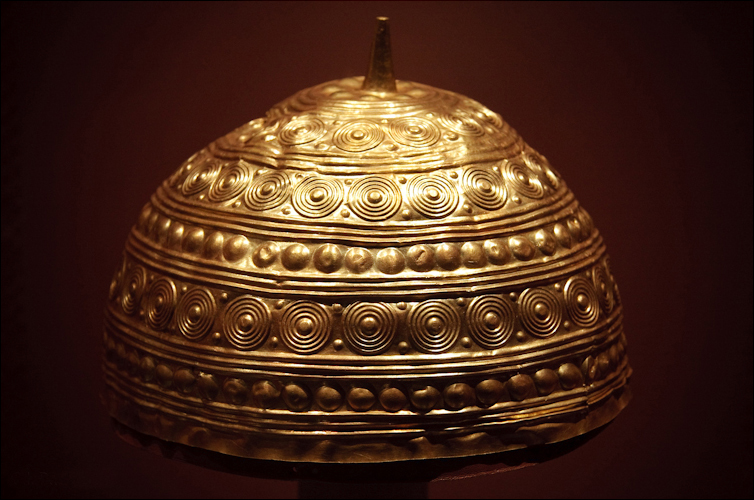
El Casco de Leiro, expuesto en el Museo Arqueológico e Histórico del Castillo de San Antón, de La Coruña.

El llamado "casco de Leiro" es una pieza de oro encontrada casualmente entre unas rocas de la playa de O Rial, en el paraje conocido como Corruncho dos Porcos, perteneciente a la parroquia de Leiro, ubicada en el municipio de Rianjo en la provincia de La Coruña (Galicia, España). Fue localizado por José Vicente Somoza, vecino de O Rial, a quien se debe el rescate de la misma. Está datado en torno a los años 1000 a. C.-800 a. C.

## Simbología
Se trata de una posible sombrero ritual,  que por su forma, decoración y cronología ha sido comparado con los cuencos del Tesoro de Villena (Alicante) y los Cuencos de Axtroki.

## Características
- Forma: Casco.
- Material: oro.
- Contexto/Estilo: Bronce Final.[1]
- Técnica: fundido, repujado, martilleado.
- Altura: 15 centímetros.
- Diámetro: 19,5 centímetros.
- Peso: 270 gramos.

## Conservación
La pieza se expone de forma permanente en el Museo Arqueológico e Histórico de San Antón de La Coruña (Galicia).